# Shock Corridor
Shock Corridor är en amerikansk dramafilm från 1963 i regi av Samuel Fuller. I huvudrollerna ses Peter Breck och Constance Towers. Filmen berättar historien om en journalist, som avsiktligt blir intagen på ett mentalsjukhus, för att på så vis kunna lösa ett mord som begåtts inne på institutionen. År 1996 valdes filmen ut för att bevaras i National Film Registry av USA:s kongressbibliotek då den anses vara ”kulturellt, historiskt eller estetiskt betydelsefull”.

## Rollista i urval
- Peter Breck – Johnny Barrett, journalist
- Constance Towers – Cathy, Johnnys fästmö
- Gene Evans	– Boden, f.d. atomfysiker, mentalpatient
- James Best – Stuart, f.d. soldat under Koreakriget, mentalpatient
- Hari Rhodes – Trent, student, mentalpatient
- Larry Tucker – Pagliacci, mentalpatient
- Paul Dubov – Dr. Menkin
- Chuck Roberson – Wilkes, mentalskötare
- Bill Zuckert – Swanee, Johnnys uppdragsgivare
- Philip Ahn – Dr. Fong
- John Matthews – Dr. L.G. Cristo, överläkaren på mentalsjukhuset
- Neyle Morrow – Hyde, mentalpatient
- John Craig – Lloyd, mentalskötare
- Frank Gerstle – polislöjtnant